# Archives, Volume 1 - Speedball Jamm
Speedball Jam es un EP grabado en vivo en 2002 en el estudio y rara vez ejecutado en vivo. Este CD, con una duración de 71 minutos y un solo track es una transferencia analógica de un ensayo de Vinnie Vincent.

## Canciones
- Shredd 1 - Solo
- Shredd 2 - Batería y Bajo
- Shredd 3 - Solo
- Speedball I
- Speedball II
- Speedball III
- Speedball IV
- Speedball V
- Shredd 4 - Solo
- Speedball (Live)

- Datos: Q3621630